# غابات سوريا
35°15′N 36°06′E / 35.25°N 36.1°E

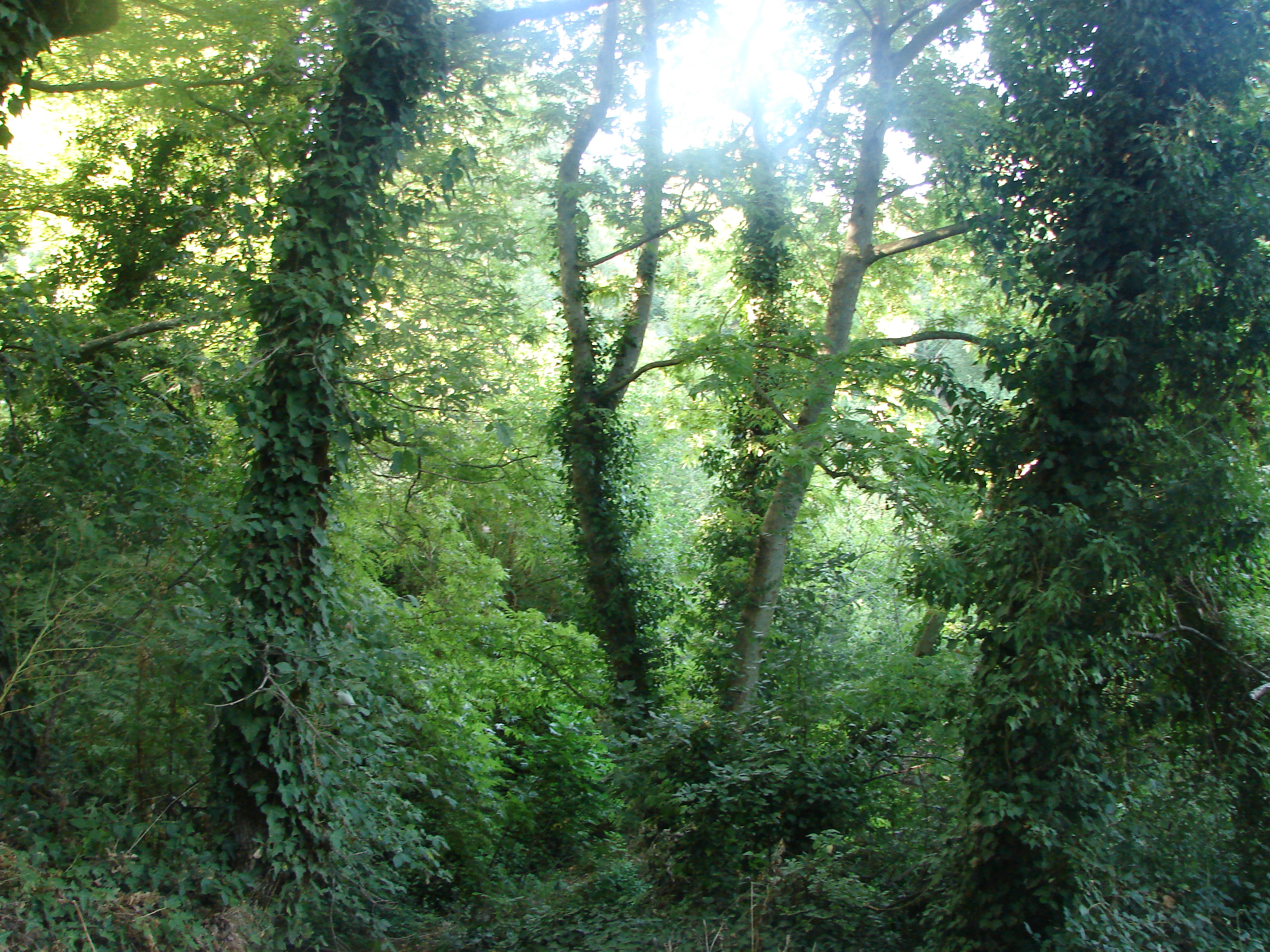
تتسم غابات سوريا بجمال طبيعي أخاذ يميزها عن باقي المناطق؛ صورة في عمق غابات البطار

تنتشر الغابات الطبيعية في سورية في مناطق عديدة وتمتد في شمال سورية والوسط والجنوب وبعض مناطق شرق سورية مكونة غابات رائعة يتخللها الكثير من ينابيع الماء الأنهار والبحيرات ومساقط المياه والشلالات والغابات السورية غابات متوسطية (غابات البحر الأبيض المتوسط)وتمتد الكثير من الغابات من ساحل البحر إلى أعالي الجبال وتغطي الغابات الطبيعية حوالي 240650 هكتار تتنوع فيها الأشجار الحراجية مثل الأشجار عريضة الأوراق مثل البلوط وتغطي 57%وا المخروطيات 29%وأشجار السنديان بأنواعه والبطم وتشكل9%وأشجار اللزاب والشوح والأرز التي تشكل غابات على ارتفاعات عالية من الجبال السورية ويوجد في الغابات السورية أنواع عديدة من الحيوانات والطيور وتحتضن العديد من الغابات السورية آثار قديمة ومعابد وقلاع كثيرة.
وتزخر غابات سورية بأشجار معمرة إضافة لأنواع الأشجار العالية التي يصل طول بعضها إلى أكثر من 25 مترًا والطيور والحيوانات أكثر من 225 نوعًا وطبيعة وجمال أخّاذ تسحر الألباب. تارة غابات فوق قمم الجبال وتارة غابات في السهول والوديان، وتكاد تختفي في حنايا هذه الغابات مدن وبلدات وقرى كثيرة تترامى في جنباتها الينابيع والشلالات البديعة وتمتد البحيرات بين الجبال الخضراء في مشهد رائع.

## توزيع الغابات على المحافظات السورية
- - اللاذقية 31%
  - حماة 6%
  - إدلب 18%
  - ريف دمشق 9%
  - حلب 5%
  - طرطوس 7,35%
  - منطقة الغاب 12%
  - حمص 7%
  - السويداء1,45%
  - الحسكة1,88%
  - وكذلك هناك غابات طبيعية بنسب أقل في محافظات درعا ودير الزور والقنيطرة، وتنتشر الأحراش في مناطق متفرقة.

## أنواع أشجار الغابات السورية
الغابات والأحراش السورية تتنوع فيها الأشجار حسب الغابة والارتفاع عن سطح البحر، وتعتبر الغابات السورية موطنا للكثير من الأصول الشجرية وتنمو التشكيلات الاوجية على السلاسل الجبلية القريبة من الساحل ويزيد عدد الأنواع النباتية والشجرية عن 500 نوع، وتختلف حسب المنطقة ومن أنواع الاشجار الحراجية الطبيعية نذكر :-
- - السنديان Quercus spp
  - اللوز البري Amygdalus orientalis
  - الشوح Abies cilicica
  - الفاوانيا

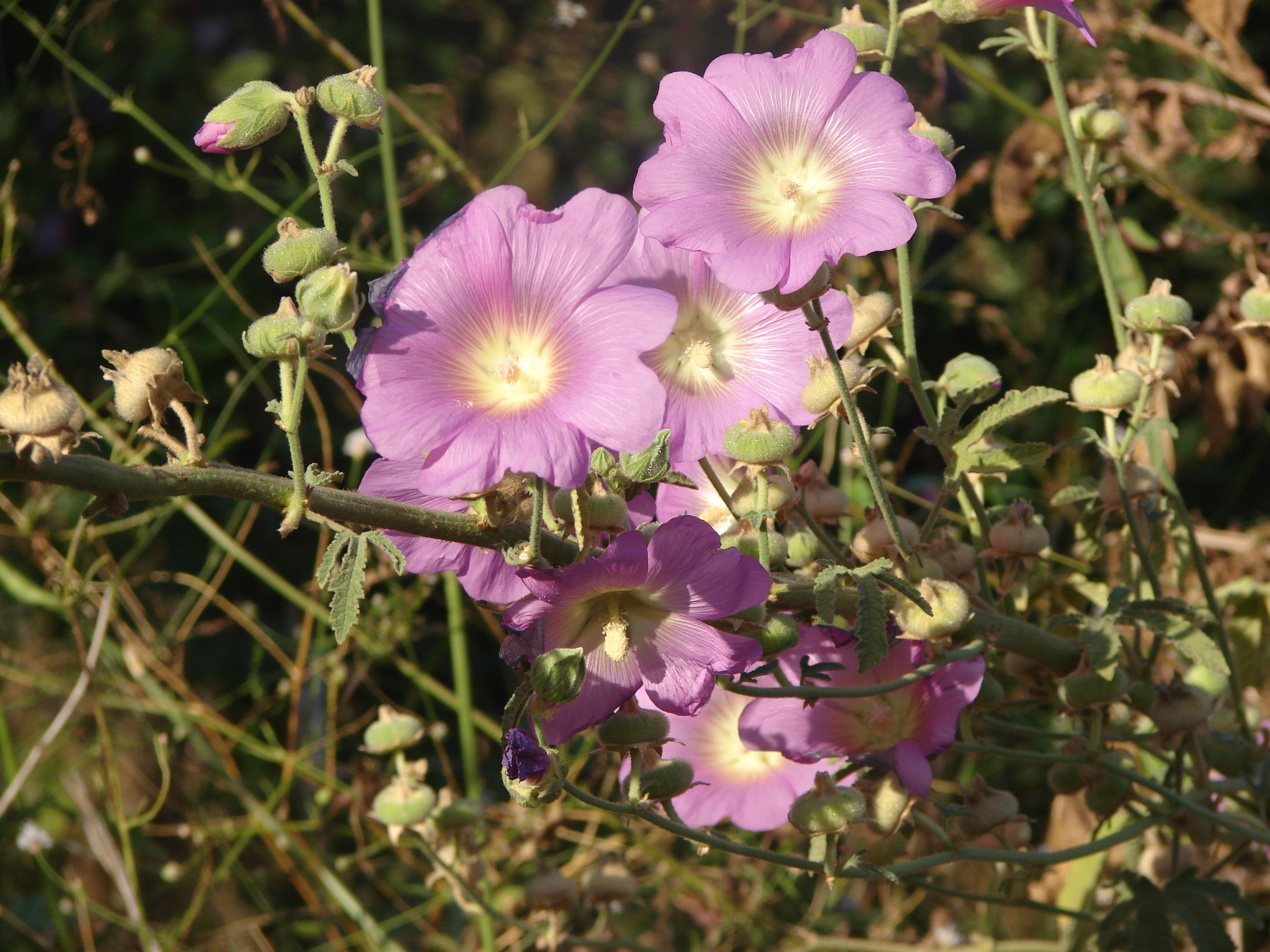
حياة نباتية غنية

  - القيقب Acer syriacum, Acer hermonum, Acer hyracum
  - الصنوبر Pinus spp
  - البطم Pistacia spp
  - الإجاص السوري Pyrus syriaca
  - القطلب Arbutus andrachne
  - الوروار الزهرى
  - الارز Cedrus libani
  - الاس Myrtus communis
  - الزعرور Crataegus spp
  - الخرنوب Ceratonia siliqua
  - الزيتون البرى Olea oleaster
  - اللانتسك Pistacia lentiscus
  - الاكاسيا Acacia cyanophylla
  - اللزاب Juniperus excelsa

وتنتشر في الطابق السفلي للغابة أجناس أخرى عشبية مثل السراخس والسوسن Iris spp.
وأنواع أخرى ونباتات نادرة وأزهار وشجيرات كثيرة ومتنوعة وتزيد أنواع الاشجار الحراجية في الغابات السورية على اختلاف مناطقها عن  50 نوعا من الأشجار.

## حيوانات الغابات السورية
تعيش في ادغال الغابات السورية أنواع من الحيوانات البرية والزواحف والطيور من أشهرها قديما كان النمر السورى حيث كانت اخر المشاهدات له في سبعينات القرن العشرين وكذلك الدب البني السورى الذي يعمل حاليا على اعادتة إلى بيئته الطبيعية في الجبال السورية وهناك عددا من السلالات من الحيوانات والطيور موطنها الاصلي هو الغابات السورية ومن أنواع الحيوانات والطيور التي تعيش في الغابات السورية حاليا نذكر:
- الوعول
- الثعالب
- الخنزير البرى
- الذئب
- الضبع المبرقع
- الضبع الرمادى
- الإيل الأسمر
- الأرنب البرى
- الغزلان
- الهامستر السورى
- ابن اوى (الواوى)
- فأر الغابة
- القط البرى
- السنجاب
- الخلد السورى
- ابن عرس
- النمس (النسناس)
- النيس
- القنفذ
- أبوبليق
- النسر الاقرع
- العقاب
- الشحرور
- الباشق
- الكنارى
- الحسون
- طائر أبومنجل السورى
- الزقزاق
- الزقزاق الانيس السورى
- باشق العصافير
- الغراب الزيتوني
- الطير الابقع
- الكروان
- نقار الخشب السورى
- البومه
- الصرد
- البلبل
- بلبل الشعير السورى
- الشقراق
- خفاش البحر المتوسط
- خفاش حذوة الحصان
- الوطواط
- طيور القطقاط
- العصفور الخضيري

## الغابات الحراجية الجديدة
ظهرت في سوريا منذ سنوات غابات جديده غير الغابات الطبيعية القديمة وأصبحت رديفا ومكملا للغابات السورية الطبيعية حيث تقوم الدولة منذ عقود طويلة (من عام 1953 ) بعمليات التحريج وزراعة الاشجار بقصد ايجاد غابات جديده فتكونت العديد من الغابات في مناطق كثيرة على امتداد الجمهورية العربية السورية مثل غابات بيت ياشوط و غابة الصنوبريات في ريف دمشق بمساحة أكثر من - 200 دنم - وغابة الارز والشوح على السفح الغربي والشرقي لجبل النبي متى في اللاذقية على ارتفاع - 1560 متر - وغابة سد العين في السويداء وجبل عبد العزيز في الحسكة وظهر القصير في حمص ومناطق كثيرة، وتم تخصيص مشاتل خاصة تمد هذه الغابات بأنواع من الاشجار الحراجية نذكر منها :-
- اللوز
- الصنوبر
- الصنوبر الشعاعي
- البطم
- الاكاسيا
- السرو
- الاس
- الكينا
- سيا نوفيلا

## المحميات الطبيعية السورية
يوجد عدد من المحميات الطبيعية تنتشر في العديد من مناطق الجمهورية العربية السورية ويصل عددها إلى 30 محمية منها :
- محمية التليلة بالقرب من مدينة تدمر وسط سوريا
- محمية الشوح  جبال الساحل السورى
- محمية الارز  جبال الساحل
- محمية ام الطيور اللاذقية
- محمية جبال الشومرية  حمص
- محمية جبل عبد العزيز  بمحافظه الحسكة شرق سوريا
- محمية الفرنلق
- محمية البلعاس
- محمية الجبل الوسطاني
- محمية ابن هاني  اللاذقية
- محمية جزيرة الثورة  على نهر الفرات بمحافظه الرقة
- محمية عين الشعرة في محافظه طرطوس
- محمية سبخة الجبول
- محمية أبوقبيس الجبال المطلة على الغاب
- محمية أبورجمين
- محمية جبل الكن  حمص
- محمية جوسية  حمص
- محمية جبل النبي متى طرطوس

وعدد آخر من المحميات الطبيعية تضم أنواعا نادرة من النباتات والأشجار والشجيرات وكذلك سلالات من الحيوانات البرية والطيور.